# アルベルト・エルメンライヒ
アルベルト・エルメンライヒ（ドイツ語：Albert Ellmenreich、1816年 カールスルーエ - 1905年 リューベック）は、ドイツの宮廷劇場俳優であり、作曲家。

## 来歴
彼の作品や生涯についてはほとんど明らかになっていない。 しかし、彼の曲で唯一知られているのが『紡ぎ歌』である。これは大半のピアノ初心者が通るであろう曲で、ピアノ経験者のみならず、コマーシャルやピアノの発表会などでよく耳にする。
1856年の3幕物のオペラ「Der Schmied von Gretna-Green」で、彼は作曲だけではなくプロデューサー、俳優としても活躍したと言われているが、その詳細もわからない。ただし、ドイツの都市であるシュヴェリーンの劇場でアンサンブルのメンバーを務めたり、複数の都市を俳優としてツアーをした記録も残っているため、少なくとも多才な人物だったのであろうと考えられる。

## 「紡ぎ歌」
『紡ぎ歌』は軽快なヘ長調で、展開部と思われる部分ではニ短調を混ぜながらも主題に戻ってヘ長調で終わる。ピアノ曲集「音楽の風俗画（Musikalische Genrebilder）」（作品14）の中の1曲として作曲された。糸車を使って女性たちが仕事をしている様子や、糸車が回っている様子を見て作られたと言われている。